# Lil Simz
Simbiatu "Simbi " Abisola Abiola Ajikawo (23 de febrero de 1994),más conocida por su nombre artístico Little Simz, es una rapera y actriz británica. Saltó a la fama con el lanzamiento independiente de sus primeros tres álbumes: A Curious Tale of Trials + Persons (2015), Stillness in Wonderland (2016) y Grey Area (2019), el último de ellos fue preseleccionado para el Mercury Prize y ganó el premio al Mejor Álbum en los Ivor Novello y en los NME Awards.
Su cuarto álbum, Sometimes I Might Be Introvert (2021), tuvo una gran acogida de la crítica, y varias publicaciones lo consideraron el mejor álbum del año. Ganó el Premio Mercury 2022,  y le valió el Premio Brit 2022 a la Mejor Artista Revelación y el Libera Award al Mejor Disco de Hip-Hop/Rap. Su quinto álbum, No Thank You (2022), fue aclamado por la crítica. En 2024, participó en el sencillo "We Pray" de Coldplay, junto a Burna Boy, Elyanna y Tini. Su sexto álbum de estudio, Lotus, salió a la venta el 6 de junio de 2025.
Fuera del mundo de la música, Ajikawo ha protagonizado la serie dramática de  Netflix Top Boy. También apareció como ella misma en la película Venom: Let There Be Carnage (2021).

## Primeros años
Ajikawo nació en Islington, Londres, de padres nigerianos. Se crio en un barrio de viviendas sociales con dos hermanas mayores. Es de etnia yoruba.
Estudió en la Highbury Fields School de Londres y asistió al St Mary 's Youth Club en Upper Street, Islington, con las estrellas del pop Leona Lewis y Alexandra Burke. Ajikawo ha reconocido la influencia que tuvo el  Mary's Youth Club en su carrera como «el lugar donde empezó todo para mí…un segundo hogar».
Posteriormente, Ajikawo se matriculó en el Westminster Kingsway College y en la Universidad de West London, donde prosiguió su carrera musical.

## Talento artístico
Ajikawo describe su música como rap y experimental. Aunque está estrechamente vinculada al género grime, también se ha inspirado en otros géneros como el reggae, el blues, el synth-rock y el R&B jazz. Creció escuchando a los artistas de rap Busta Rhymes, Nas y Biggie Smalls, lo que la influyó para dedicarse al rap.También se ha citado a Lauryn Hill como una de sus mayores influencias. Algo que ella ha confirmado "Creo que The Miseducation of Lauryn Hill fue realmente mi educación. Lauryn Hill fue una de las primeras artisas que me hizo sentir el poder de la música". También se inspiró en los músicos de jazz Nina Simone, John Coltrane y Billie Holiday para su álbum Sometimes I Might Be Introvert. Otras inspiraciones suyas incluyen a su ídolo Kendrick Lamar, quien en 2015 la llamó "la mejor de la actualidad.

## Carrera musical

#### 2015–2017: Los comienzos:A Curious Tale of Trials + PersonsandStillness in Wonderland

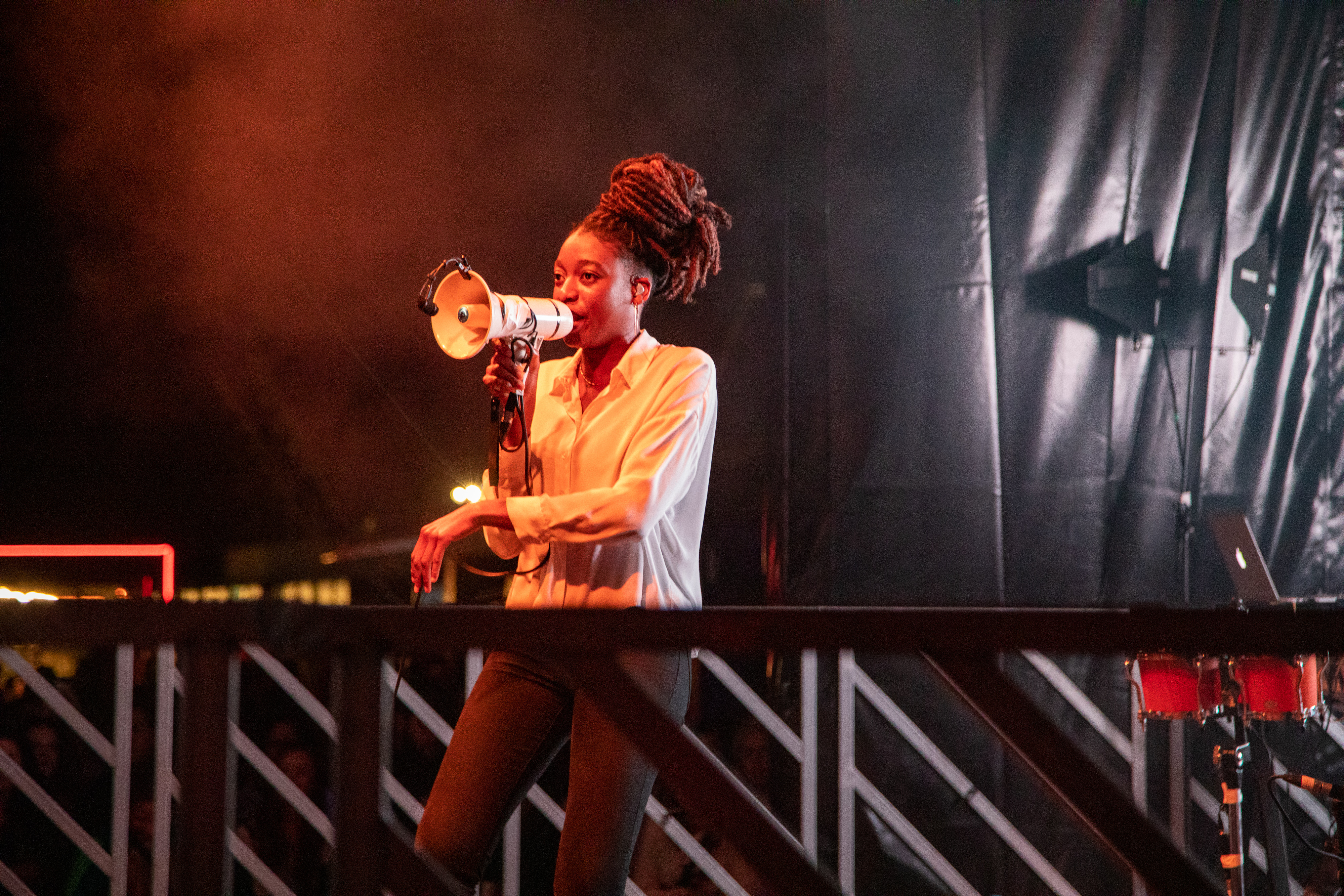
Little Simz en Primavera Sound 2019

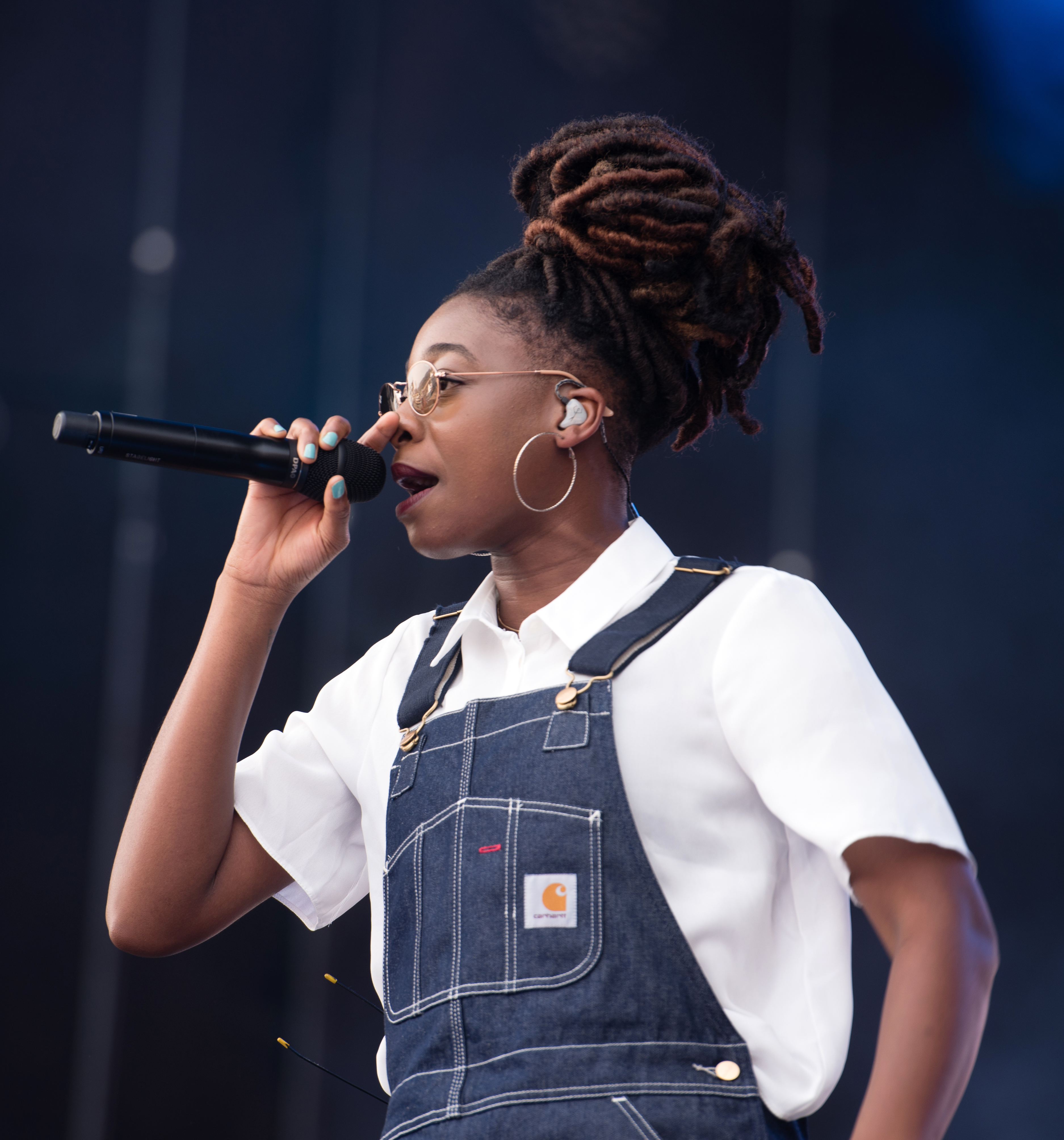
Little Simz actuando en 2019

Ajikawo ha actuado en Rising Tide, iluvlive, Industry Takeover (Urban Development), Hackney Empire, Somerset House y la Cámara de los Lores.  También actuó en el BBC 1Xtra Prom 2015 en el Royal Albert Hall, junto a una orquesta dirigida por Jules Buckley.La música de Ajikawo también se puede escuchar en la banda sonora de la película Leave to Remain, interpretando la canción "Leave It As That". A principios de 2013, apareció en BBC Radio 1Xtra para hablar de su actuación en el Hackney Weekend. En septiembre de 2015 publicó su álbum de estudio debut, A Curious Tale of Trials + Persons.
En 2016 estuvo de gira con Nas, Lauryn Hill y Kehlani,y en diciembre de ese mismo año, lanzó el sencillo principal de su álbum, "Poison Ivy". Solo dos días después, lanzó el segundo sencillo del álbum «Picture Perfect». El 16 de diciembre de 2016, Simz edita su segundo álbum de estudio de larga duración, Stillness in Wonderland, junto con su compañero de cómic, Welcome to Wonderland.
En 2017, actuó como telonera de Gorillaz durante su gira Humanz Tour, y fue la vocalista de la canción "Garage Palace", incluida en la edición Super Deluxe de su álbum Humanz. El 11 de mayo de 2017, Simz publicó "Backseat", y en octubre de  ese mismo año "Good For What". 

#### 2018-2021:Grey Area,Drop 6ySometimes I Might Be Introvert
Ajikawo publica su música en su propio sello discográfico Age 101 Music con un acuerdo de licencia de distribución exclusiva con AWAL Recordings. El 6 de septiembre de 2018, Ajikawo y su sello firmaron un contrato con AWAL Recordings, después de que AWAL distribuyera su álbum debut "A Curious Tale of Trials + Persons" en 2015. Este acuerdo se renovó el 18 de junio de 2020.
En septiembre de 2018, Simz publicó "Offence" como sencillo principal de su próximo álbum de estudio, Grey Area.  El segundo sencillo del álbum, «Boss», se salió el 23 de septiembre de 2018, y el tercero, "101 FM", lo publicó en diciembre del mimo año. El sencillo final del álbum, en colaboración de Cleo Sol, se lanzó el 16 de enero de 2019, junto con el anuncio del álbum . Grey Area obtuvo buenas  críticas y fue nominado para el Premio Mercury y el Premio al Álbum Independiente Europeo del Año de IMPALA (2019).Coincidiendo con el confinamiento de 2020, Simz lanzó su décimo EP, Drop 6.
Simz anunció el título, la portada, la fecha de lanzamiento de su cuarto álbum de estudio de larga duración, Sometimes I Might Be Introvert, el 21 de abril de 2021.  El sencillo principal del álbum, "Introvert", se lanzó junto con el anuncio.  El segundo sencillo del álbum, " Woman ", con la colaboración de Cleo Sol, fue lanzado el 6 de mayo de 2021.   El tercer sencillo del álbum, «Rollin Stone», fue lanzado el 14 de junio de 2021.  El cuarto sencillo del álbum, «I Love You, I Hate You», fue lanzado el 8 de julio de 2021.   El quinto y último sencillo del álbum, "Point and Kill", se lanzó el 1 de septiembre de 2021, solo dos días antes del lanzamiento del álbum.  El 3 de septiembre de 2021, lanzó su cuarto álbum de estudio, Sometimes I Might Be Introvert, debutando en el número 4 en las listas de álbumes del Reino Unido y ganando el Álbum del Año de BBC 6. El álbum también le daría a Simz su primer premio Mercury en octubre de 2022.

#### 2022-presente:No Thank You, Drop 7 y Lotus
El 6 de diciembre de 2022, Ajikawo anunció la publicación de su próximo quinto álbum de estudio, No Thank You  producido de nuevo por Inflo, en el que hablaba sobre la industria del rap en canciones como "X" y exploraba temas de salud mental en las comunidades negras en canciones como "Broken". El álbum salió a la venta el 12 de diciembre de 2022 y fue bien recibido.
Ajikawo interpretó su canción "Heart On Fire" con Joan Armatrading durante la 76ª ceremonia de los Premios de Cine de la Academia Británica, celebrada el 19 de febrero de 2023.
En febrero de 2024, Ajikawo anunció Drop 7, su undécima prolongación. El proyecto experimentó un cambio hacia un sonido de baile electrónico y se lanzó el 9 de febrero de 2024.
En la edición de Glastonbury de 2024, la noche del sábado 29 de junio de 2024 actuó como la penúltima artista en el Pyramid de Glastonbury,  con excelentes críticas. Ese mismo día, fue invitada por la banda de rock británica Coldplay para interpretar la canción "We Pray". El sencillo se pueblicó el 12 de agosto de 2024, con la participación de Burna Boy,Elyanna y Tini, y forma parte del álbum de estudio de Coldplay, Moon Music.
El 26 de febrero de 2025, Ajikawo anunció que su sexto álbum de estudio Lotus, cuyo lanzamiento está previsto para el 9 de mayo de 2025.  Posteriormente retrasó el álbum hasta el 6 de junio de 2025 debido a conflictos de programación con una película. 

## Carrera de actriz
La carrera de actriz de Ajikawo comenzó con el papel de Vicky en la serie infantil de la BBC Spirit Warriors, transmitida originalmente en 2010, y como Meleka en la serie de televisión E4 Youngers. Fue narradora de la serie de televisión Afrofuturism, e interpretó a Shelley en el renacimiento de Top Boy de Netflix, que se estrenó en otoño de 2019. Apareció como ella misma en la película Venom: Let There Be Carnage de Spider-Man Universe de Sony, cantando su canción "Venom" en una fiesta rave en un club nocturno, a la que Venom asiste después de su separación de Eddie Brock.

## Discografía
Álbumes de estudio
- A Curious Tale of Trials + Persons (2015).
- Stillness in Wonderland (2016).
- Grey Area (2019).
- Sometimes I Might Be Introvert (2021).
- No Thank You (2022).
- Lotus (2025).

## Giras
- AGE101 DROP THE WORLD (2015).
- Welcome To Wonderland (2017-2018).
- Grey Area Tour (2019).
- Sometimes I Might Be Introvert (2021).
- NO THANK YOU (2023).

## Filmografía
| Year      | Title                       | Role                                            | Notes          |
| --------- | --------------------------- | ----------------------------------------------- | -------------- |
| 2010      | Spirit Warriors             | Vicky                                           | BBC series     |
| 2012      | Ill Manors                  | Youth Suspect at the Railway Station (Lil Simz) |                |
| 2013      | Youngers                    | Meleka                                          | E4 series      |
| 2019–2023 | Top Boy                     | Shelley                                         | Netflix series |
| 2021      | Venom: Let There Be Carnage | Herself                                         | Cameo          |
| 2023      | The Power                   | Adunola                                         | Recurring role |

## Premios y nominaciones
| Year | Award                              | Category                              | Nominated work                          | Result | Ref.          |
| ---- | ---------------------------------- | ------------------------------------- | --------------------------------------- | ------ | ------------- |
| 2016 | AIM Independent Music Awards       | Independent Album of the Year         | A Curious Tale Of Trials + Persons      |        | [ 65 ]        |
| 2017 | AIM Independent Music Awards       | Best Second Album                     | Stillness in Wonderland                 |        | [ 66 ]        |
| 2017 | AIM Independent Music Awards       | Hardest Working Band or Artist        | Herself                                 |        | [ 66 ]        |
| 2017 | MOBO Awards                        | Best Female Act                       | Herself                                 |        | [ 67 ]        |
| 2017 | MOBO Awards                        | Best Hip Hop Act                      | Herself                                 |        | [ 67 ]        |
| 2018 | UK Music Video Awards              | Best Dance Video - UK                 | "Garage Palace" (with Gorillaz)         |        | [ 68 ]        |
| 2019 | IMPALA Awards                      | Album of the Year                     | Grey Area                               |        | [ 69 ]        |
| 2019 | Mercury Prize                      | Album of the Year                     | Grey Area                               |        | [ 70 ]        |
| 2019 | AIM Awards                         | Best Independent Track                | "Selfish"                               |        | [ 71 ]        |
| 2019 | AIM Awards                         | Pioneer Award                         | Little Simz                             |        | [ 71 ]        |
| 2019 | AIM Awards                         | Best Independent Album                | Grey Area                               |        | [ 71 ]        |
| 2020 | Ivor Novello Awards                | Best Album                            | Grey Area                               |        | [ 72 ]        |
| 2020 | NME Awards                         | Best British Album                    | Grey Area                               |        | [ 73 ]        |
| 2020 | NME Awards                         | Best Album in the World               | Grey Area                               |        | [ 73 ]        |
| 2020 | MOBO Awards                        | Best Album (2017–2019)                | Grey Area                               |        | [ 74 ]        |
| 2021 | BET Hip Hop Awards                 | Best International Flow               | Herself                                 |        | [ 75 ]        |
| 2021 | UK Music Video Awards              | Best Hip Hop / Grime / Rap Video - UK | "Introvert"                             |        | [ 76 ]        |
| 2021 | UK Music Video Awards              | Best Editing in a Video               | "Introvert"                             |        | [ 76 ]        |
| 2021 | UK Music Video Awards              | Best Choreography in a Video          | "Introvert"                             |        | [ 76 ]        |
| 2021 | UK Music Video Awards              | Best Wardrobe Styling in a Video      | "Woman"                                 |        | [ 76 ]        |
| 2021 | UK Music Video Awards              | Best Hair & Make-up in a Video        | "Woman"                                 |        | [ 76 ]        |
| 2021 | Libera Awards                      | Best Hip-Hop/Rap Record               | Drop 6                                  |        |               |
| 2021 | MOBO Awards                        | Best Female Act                       | Herself                                 |        | [ 77 ] [ 78 ] |
| 2021 | MOBO Awards                        | Video of the Year                     | "Woman"                                 |        | [ 77 ]        |
| 2021 | MOBO Awards                        | Best Hip Hop Act                      | Herself                                 |        | [ 77 ]        |
| 2021 | South African Hip Hop Awards       | Best International Act                | Herself                                 |        | [ 79 ]        |
| 2021 | BBC Radio 1                        | Hottest Record of the Year            | "Introvert"                             |        | [ 80 ]        |
| 2022 | Berlin Music Video Awards          | Best Art Director                     | "Woman"                                 |        |               |
| 2022 | Brit Awards                        | British Artist of the Year            | Herself                                 |        | [ 81 ]        |
| 2022 | Brit Awards                        | Best New Act                          | Herself                                 |        | [ 81 ]        |
| 2022 | Brit Awards                        | Best Hip Hop/Rap/Grime Act            | Herself                                 |        | [ 81 ]        |
| 2022 | Brit Awards                        | British Album of the Year             | Sometimes I Might Be Introvert          |        | [ 81 ]        |
| 2022 | NME Awards                         | Best Album in the World               | Sometimes I Might Be Introvert          |        | [ 82 ]        |
| 2022 | NME Awards                         | Best Album by a UK Artist             | Sometimes I Might Be Introvert          |        | [ 82 ]        |
| 2022 | NME Awards                         | Best Solo Act in the World            | Herself                                 |        | [ 82 ]        |
| 2022 | NME Awards                         | Best Solo Act from the UK             | Herself                                 |        | [ 82 ]        |
| 2022 | NME Awards                         | Best Live Act                         | Herself                                 |        | [ 82 ]        |
| 2022 | Libera Awards                      | Best Hip-Hop/Rap Record               | Sometimes I Might Be Introvert          |        | [ 83 ]        |
| 2022 | Ivor Novello Awards                | Best Album                            | Sometimes I Might Be Introvert          |        | [ 84 ] [ 85 ] |
| 2022 | Ivor Novello Awards                | Best Contemporary Song                | "I Love You, I Hate You"                |        | [ 84 ] [ 85 ] |
| 2022 | BET Awards                         | Best International Act                | Herself                                 |        | [ 86 ]        |
| 2022 | Mercury Prize                      | Album of the Year                     | Sometimes I Might Be Introvert          |        | [ 87 ]        |
| 2022 | UK Music Video Awards              | Best Hip Hop/Grime/Rap Video - UK     | "Point and Kill" (featuring Obongjayar) |        | [ 88 ]        |
| 2022 | UK Music Video Awards              | Best Wardrobe Styling in a Video      | "Point and Kill" (featuring Obongjayar) |        | [ 88 ]        |
| 2022 | UK Music Video Awards              | Best Hair & Make-up in a Video        | "Point and Kill" (featuring Obongjayar) |        | [ 88 ]        |
| 2022 | UK Music Video Awards              | Best Cinematography in a Video        | "Point and Kill" (featuring Obongjayar) |        | [ 88 ]        |
| 2022 | UK Music Video Awards              | Best Color Grading in a Video         | "Point and Kill" (featuring Obongjayar) |        | [ 88 ]        |
| 2022 | UK Music Video Awards              | Best Special Video Project            | "I Love You, I Hate You"                |        | [ 88 ]        |
| 2022 | MOBO Awards                        | Album of the Year                     | Sometimes I Might Be Introvert          |        | [ 89 ] [ 90 ] |
| 2022 | MOBO Awards                        | Best Female Act                       | Herself                                 |        | [ 89 ] [ 90 ] |
| 2022 | MOBO Awards                        | Best Hip-Hop Act                      | Herself                                 |        | [ 89 ] [ 90 ] |
| 2022 | MOBO Awards                        | Video of the Year                     | "Point and Kill" (featuring Obongjayar) |        | [ 89 ] [ 90 ] |
| 2023 | Ivor Novello Awards                | Best Album                            | No Thank You                            |        | [ 91 ]        |
| 2023 | AIM Independent Music Awards       | Best Independent Album                | No Thank You                            |        | [ 92 ]        |
| 2023 | MTV Europe Music Awards            | Best Video                            | "Gorilla"                               |        | [ 93 ]        |
| 2023 | UK Music Video Awards              | Best Hip Hop/Grime/Rap Video - UK     | "Gorilla"                               |        | [ 94 ]        |
| 2023 | UK Music Video Awards              | Best Performance in a Video           | "Gorilla"                               |        | [ 94 ]        |
| 2023 | UK Music Video Awards              | Best Production Design in a Video     | "Gorilla"                               |        | [ 94 ]        |
| 2023 | UK Music Video Awards              | Best Cinematography in a Video        | "Gorilla"                               |        | [ 94 ]        |
| 2023 | UK Music Video Awards              | Best Special Video Project            | No Thank You                            |        | [ 94 ]        |
| 2023 | MOBO Awards                        | Album of the Year                     | No Thank You                            |        | [ 95 ]        |
| 2023 | MOBO Awards                        | Best Female Act                       | Herself                                 |        | [ 95 ]        |
| 2023 | MOBO Awards                        | Best Hip Hop Act                      | Herself                                 |        | [ 95 ]        |
| 2023 | MOBO Awards                        | Video of the Year                     | "Gorilla"                               |        | [ 95 ]        |
| 2024 | Brit Awards                        | British Album of the Year             | No Thank You                            |        | [ 96 ]        |
| 2024 | Brit Awards                        | British Artist of the Year            | Herself                                 |        | [ 96 ]        |
| 2024 | Brit Awards                        | Best Hip Hop/Grime/Rap Act            | Herself                                 |        | [ 96 ]        |
| 2024 | Hollywood Independent Music Awards | Adult Contemporary Hip Hop            | "Gorilla"                               |        | [ 97 ]        |